# Bobby Kerr
Robert („Bobby“) Kerr (9. června 1882 Enniskillen – 12. května 1963 Hamilton) byl kanadský atlet, sprinter, olympijský vítěz v běhu na 200 metrů z roku 1908.

## Sportovní kariéra
Narodil se v Severním Irsku, ale jeho rodina emigrovala do Kanady, když měl pět let. V roce 1904 se na vlastní náklady zúčastnil olympiády v Saint Louis, kde startoval v bězích na 60, 100 a 200 metrů, ale vypadl v rozbězích. V následujících letech se jeho výsledky zlepšily. Vytvořil kanadské národní rekordy na tratích od 40 do 220 yardů. Během olympiády v Londýně v roce 1908 se probojoval do finále běhů na 100 i 200 metrů. V běhu na 100 metrů skončil na třetím místě, na dvojnásobné trati se stal olympijským vítězem v čase 22,6.
Po první světové válce, kterou prožil jako důstojník, se stal trenérem. Jako funkcionář kanadské výpravy se zúčastnil olympiády v roce 1928 a 1932.